# فيض الملك الوهاب المتعالي بأنباء أوائل القرن الثالث عشر والتوالي
 فيض الملك الوهاب المتعالي بأنباء أوائل القرن الثالث عشر والتوالي هو كتاب من كتب التراجم والطبقات، ألفه الشيخ عبد الستار الدهلوي (1286-1355)، قد اجمع المترجمون للدهلوي أنه قد انتهى من تأليفه في ربيع الأول من عام 1319هـ، ثم أضاف له المؤلف بعض الاضافات من تراجم ومعلومات وقف عليها بعد هذا التاريخ، وكان منهجه الدهلوي امتدادا لكتب التراجم المؤلفة على القرون وغطى فيه رجال قرنين من الزمان هما القرن الثالث عشر والرابع عشر الهجري، شملت تراجم أعيان حواضر العالم الإسلامي، وقد تفاوتت التراجم طولا وقصرا، وايجازا وبسطا، فبينما نجد ترجمة لا تتجاوز بضعة أسطر نجد أخرى تجاوزت بضع صفحات.
وكان منهج الشيخ عبد الستار الدهلوي في الترجمة تبدأ بترجمة اسم المترجم له وجد واحد من اجداده، في حين إذا كانت نسبة المترجم إلى بلدة مغمورة فانه يعين مكانها ويضبطها بالحروف، أما إذا كان صاحب الترجمة شاعرا أورد شيئاً من شعره وذكر مناسبتها، ويورد للمترجم مصنفات في حالة معرفته بها ونجد المؤلف أيضاً يترجم للنساء، وقد رتب كتابه على حروف الهجاء، وتنوعت فيه التراجم من أمير كبير وزاهد فقير وعالم تحرير أو شاعر أو اديب ويلحظ ان المؤلف قد اهتم بتراجم أهل الحجاز وأكثر في تراجمهم واستقصى أحوالهم وذكر شيوخهم وذراريهم، وشمل أيضا تراجم أعلام الشام ومصر والعراق والأحساء ونجد والمغرب والهند وجاوة، فجاء كتابه في مقدمة وستة مباحث.
يعتبر كتاب فيض الملك المتعالي من الكتب المهمة في تراجم رجال القرنين الثالث عشر والرابع عشر حيث احتوى على 1800 ترجمة، وتبدو أهميته بصورة أكبر في تراجم المكيين من رجال القرنين، فقد توسع في تراجمهم بصورة أكبر، لذلك كان مصدرا هاما لكل من ألف في التراجم ومنهم:
1. إفادة الأنام للغازي.
2. أعلام المكيين للمعلمي.
3. الأعلام لالزركلي.